# Yigoga spissa
Yigoga spissa är en fjärilsart som beskrevs av Otto Staudinger 1895. Yigoga spissa ingår i släktet Yigoga och familjen nattflyn. Inga underarter finns listade i Catalogue of Life.